# 白雪姫 (Flowerの曲)
「白雪姫」（しらゆきひめ）は、Flowerの6枚目のシングル。2013年12月25日にソニー・ミュージックアソシエイテッドレコーズから発売。

## 概要
前作「太陽と向日葵」から約4ヶ月ぶり、2013年第2弾シングル。水野絵梨奈脱退後、8人体制になって初のシングル。「初回生産限定盤」、「通常盤」、「期間生産限定盤」の3形態で発売され、DVDには、「白雪姫」と「初恋」のMusic Videoを収録。
「白雪姫」は、童話『白雪姫』の世界観をモチーフに描かれたラブバラード。NOTTVドラマ『僕らはみんな死んでいる♪』の主題歌。Flowerの楽曲がドラマ主題歌に使用されるのは今回が初。「初恋 (Acoustic version)」は、武者修行の勝者特典として制作され、E-girlsのシングル「ごめんなさいのKissing You」のカップリングに収録された「初恋」のアコースティックバージョン。サマンサタバサ「Samantha×カワイイ×Art」のCMソング。
本作ではFlowerとして初めて、オリコンシングル週間ランキングでTOP3入りを果たした。現在、Flowerのシングルでは2枚目に売り上げが高い。
同シングル「白雪姫」からインスパイアされた世界観を、A.T.監督が脚本・監督し、『キモチラボの解法』（CINEMA FIGHTERS）として映像化（2017年）。
2020年10月、YouTubeのチャンネル「THE FIRST TAKE」にて、鷲尾伶菜（「伶」名義）がピアニストの清塚信也とコラボレーションした歌唱動画『伶 × 清塚信也 - 白雪姫 / THE FIRST TAKE』が公開された。

## 収録曲

### 初回生産限定盤
CD
1. 白雪姫
作詞：小竹正人、作曲：Hiroki Sagawa from Asiatic Orchestra
  - NOTTVドラマ『僕らはみんな死んでいる♪』の主題歌
2. 初恋 (Acoustic version)
作詞：Narumi Yamamoto、作曲：Chris Meyer・Takumi Tsukada・Grace
  - サマンサタバサ「Samantha×カワイイ×Art」のCMソング
3. COLOR ME UP!
作詞：斉藤栞・EIGO、作曲：HΛL
  - OPA「Oh! Bargain」CMソング
4. 白雪姫 (instrumental)

DVD
1. 白雪姫 MUSIC VIDEO
2. 初恋 MUSIC VIDEO

### 通常盤
1. 白雪姫
2. 初恋 (Acoustic version)
3. COLOR ME UP!
4. 白雪姫 (instrumental)
5. 初恋 (Acoustic version) (instrumental)
6. COLOR ME UP! (instrumental)

### 期間生産限定盤
1. 白雪姫